# Holotheres
Holotheres is een geslacht van kreeftachtigen uit de klasse van de Malacostraca (hogere kreeftachtigen).

## Soorten
- Holotheres danielae Ahyong, 2010
- Holotheres flavus (Nauck, 1880)
- Holotheres halingi (Hamel, Ng & Mercier, 1999)
- Holotheres semperi (Bürger, 1895)
- Holotheres setnai (Chopra, 1931)
- Holotheres villosissimus (Doflein, 1904)